# ブルース郡
ブルース郡（ブルースぐん、英：Bruce County）は、カナダのオンタリオ州西部に位置する地方行政区のひとつ。郡の名はブルース半島やブルース・トレイル（Bruce Trail）からきている。公式には連合カナダ（Province of Canada）の総督を務めた第8代エルギン伯爵ジェイムズ・ブルースに由来する。
郡内にはブルース半島国立公園（Bruce Peninsula National Park）がある。

## 主な都市
- ソーギーン・ショアーズ （Saugeen Shores）
- サウス・ブルース・ペニンシュラ （South Bruce Peninsula）
- ブロックトン （Brockton）
- キンカーディン （Kincardine）